# マートン・ヴァンバック (ブラックプール・トラム)
マートン・ヴァンバック（英語: Marton VAMBAC）は、かつてイギリスの路面電車であるブラックプール・トラムに在籍していた電車の通称である。製造当初は車体構造からサン・サルーン（Sun Saloon Cars）という愛称で呼ばれていた。

## 概要
元はブラックプール・トラムにおける夏季の観光用車両として、イングリッシュ・エレクトリックで製造された形式。1階建てのボギー車で、屋根上部にガラスが無い窓や折り畳み式のカバーが設置され、上部を始めとした車内からの視界が大きく取られた構造が特徴であった。製造当初の制御機器は廃車された旧型車両から流用したものが用いられていた。1939年に12両（10 - 21）が製造されたが、第二次世界大戦の勃発によりそれ以上の増備はなされず、戦時中はスクワイアズ・ゲート（Squires Gate）の兵舎からロッサル（Rossall）の射程場まで兵士を運ぶ軍需輸送に転用された。また、それに合わせて上部屋根についてもガラス窓が設けられた他、製造当初木製だった座席も革張りに変更された。
戦後の1948年には利便性の向上を目的に座席の張り替え、運転席と客室の間の仕切りの設置と言った改造を受け、ブラックプール・トラムのマートン線（Marton route）で使用される事になったが、それに合わせて同年から電気機器や台車の交換が実施された。旧型車両の流用品であった制御装置は、アメリカの高性能路面電車・PCCカーの技術を基にした「ヴァンバック」（VAMBAC、Variable Automatic Multi-notch Braking and Acceleration Control）と呼ばれる多段式抵抗制御装置に変更され、加減速が従来の車両と比べスムーズに行われるようになった。台車についても車輪に防振ゴムを挟んだ弾性車輪を用いたトールトン（Taunton）製のHS44が採用され、振動や騒音が大幅に減少した。これらの特徴が由来となり、これらの車両は「マートン・ヴァンバック（Marton VAMBAC）」と呼ばれるようになった。
以降はマートン線の主力車両として使用されたが、同線が1962年10月に廃止になった事で営業運転から撤退した。ほとんどの車両は1963年までに他の余剰車両と共に解体された一方、さよなら運転に使用された11のみ残存し、動態保存運転が計画されたヘイリング島のヘイリング島支線の操車場へ1965年に移された。この計画は実現する事無く一時は解体の危機に瀕したが、イースト・アングリア交通博物館への保存が決定した事で難を逃れ、同博物館へ1969年に再度移設された。
保存開始後、修繕工事を経て1970年代から1980年代まで動態保存が行われていたが、車体や機器の老朽化や制御装置「ヴァンバック」のメンテナンス面での難などの理由からそれ以降は静態保存に変更されていた。しかし、ボランティアの協力を伴う大規模かつ高額の修復作業を経て、2005年以降は2024年時点に至るまで再度動態保存運転が行われている。以降はイースト・アングリア交通博物館で使用されている他、2011年には一時的にビーミッシュ博物館に貸し出され保存運転が実施された事もある。

## 参考資料
- James Joyce (1985-4-1). Blackpool's Trams. Ian Allan Ltd. ISBN 978-0711014756